# Puerta del Perdón

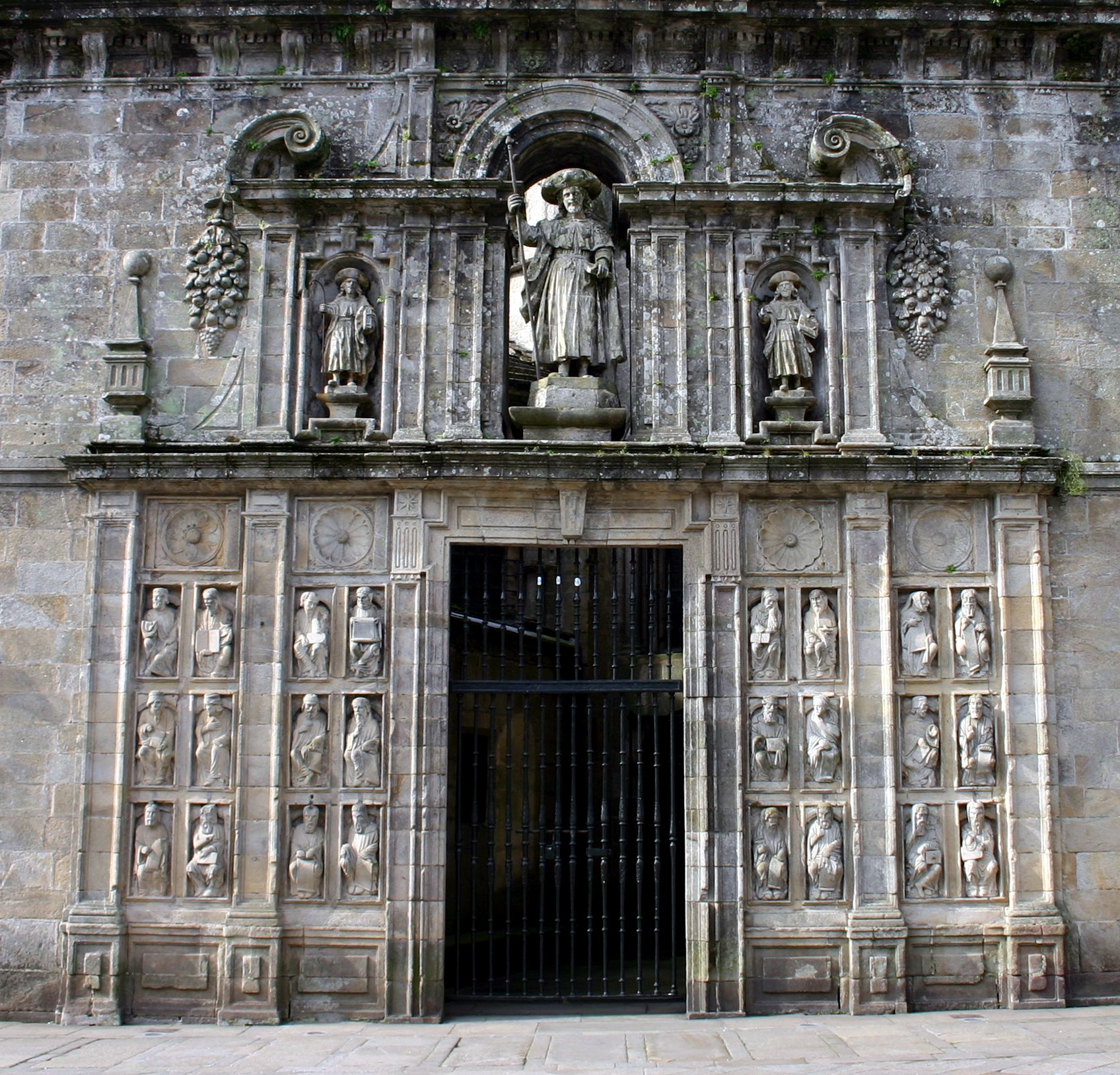
Puerta del Perdón de la catedral de Santiago de Compostela

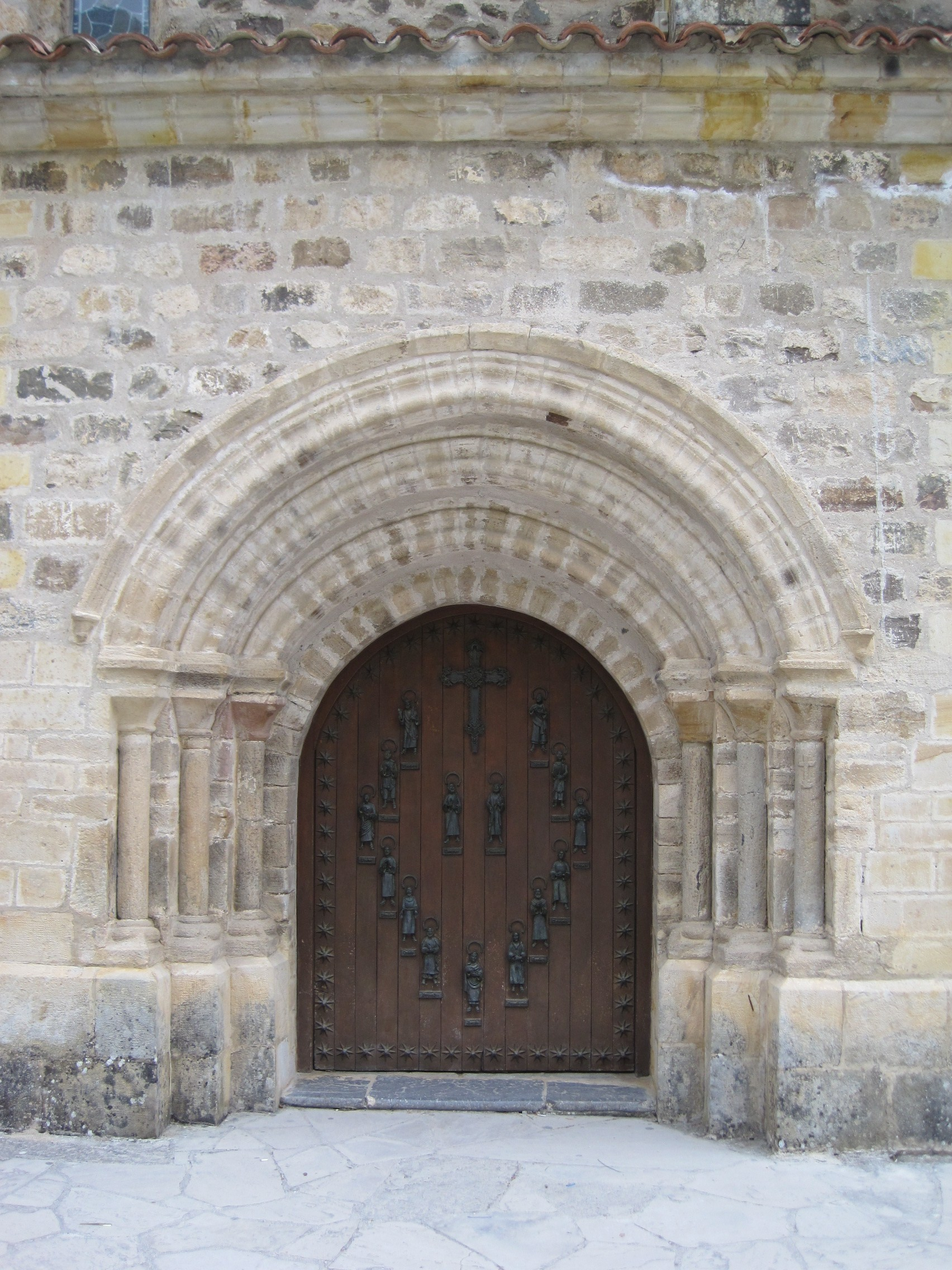
Puerta del Perdón del monasterio de Santo Toribio de Liébana

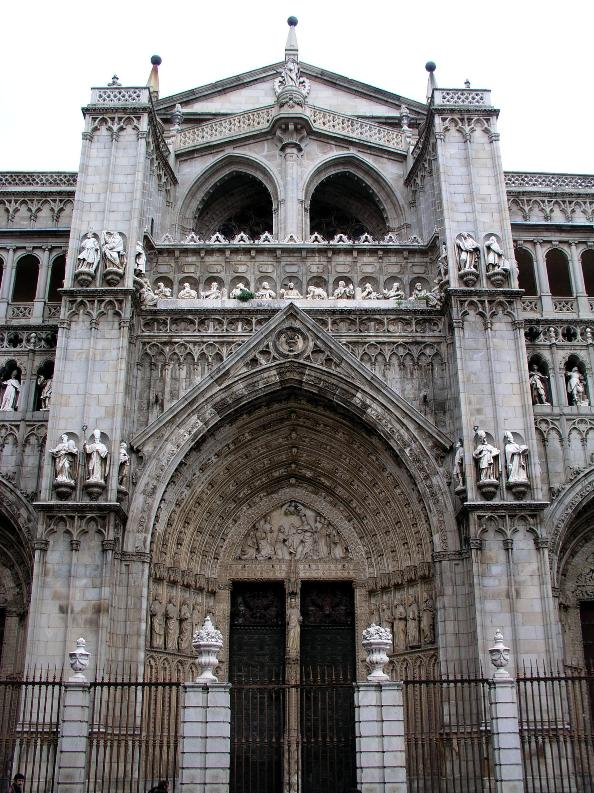
Puerta del Perdón de la catedral de Toledo

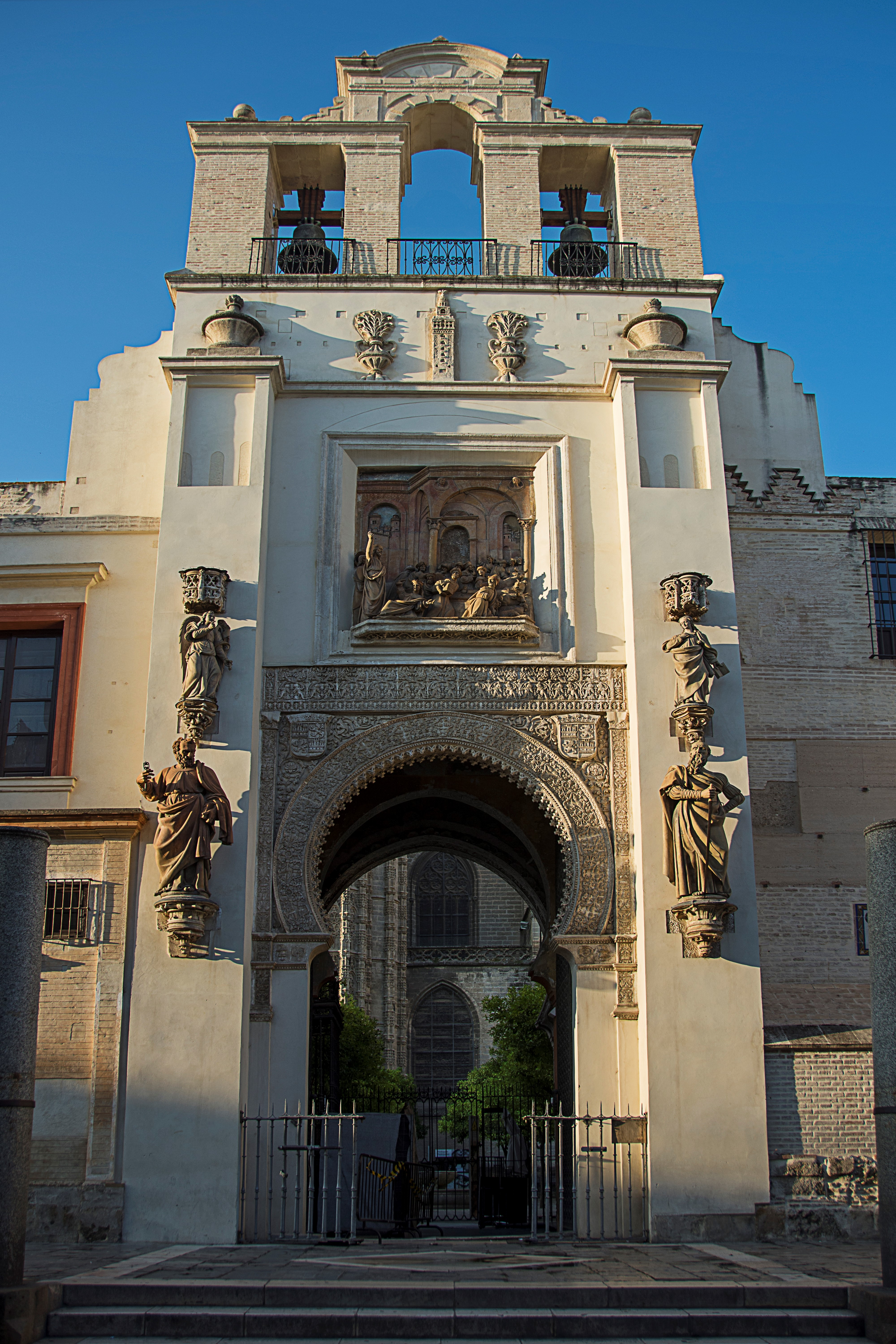
Puerta del Perdón de la catedral de Sevilla

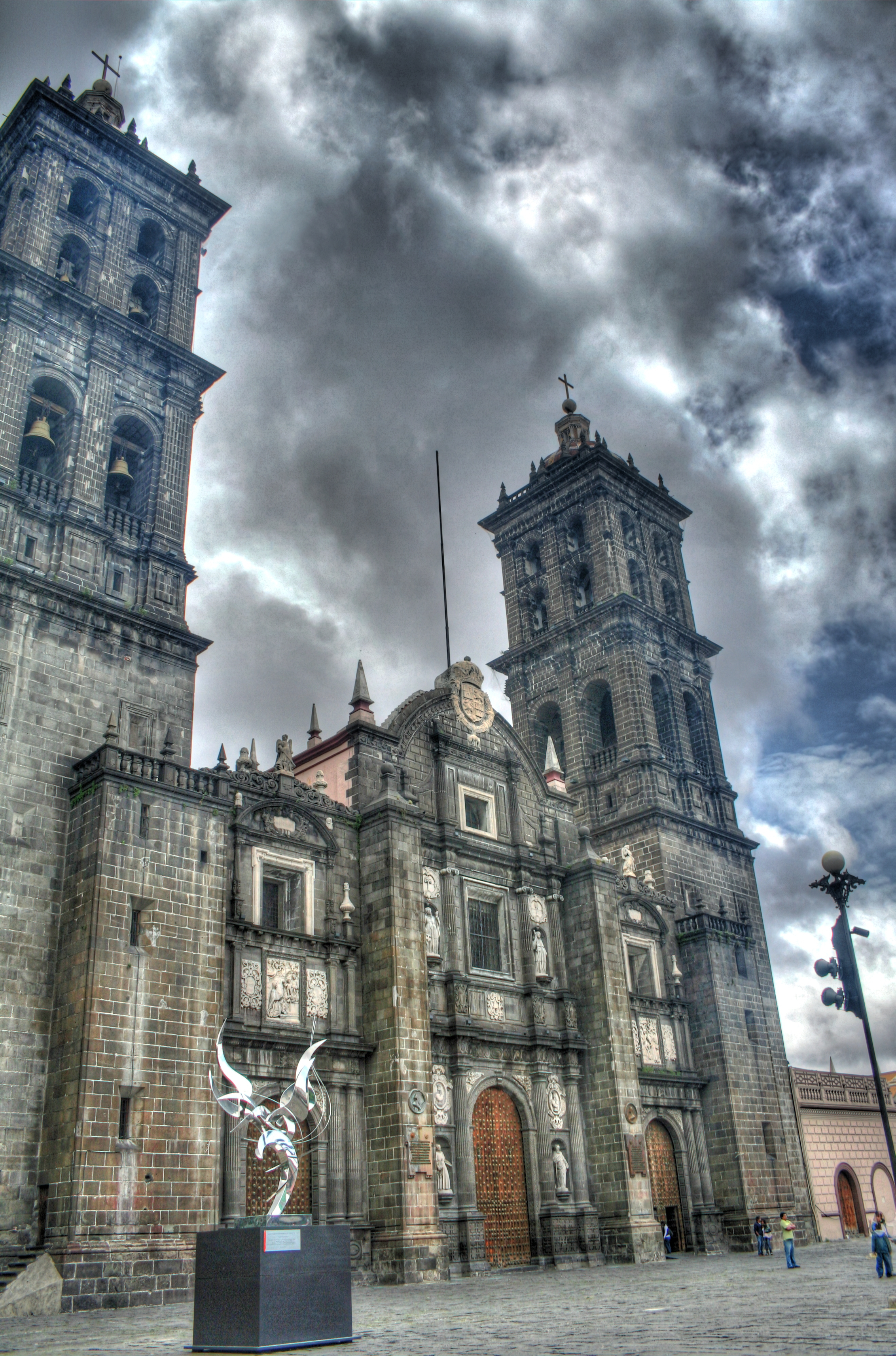
Catedral de Puebla (la Puerta del Perdón es la central de la fachada principal).

Puerta del Perdón es la denominación, muy habitual, para una de las portadas de acceso a catedrales e iglesias en España. Su denominación está vinculada a las devociones que traían aparejada la concesión de indulgencias, habitualmente en el transcurso de romerías y peregrinaciones, como las del Camino de Santiago o el Camino Lebaniego, o en ocasiones especiales, como un año santo.
Las hay en la catedral de Santiago de Compostela (se abre únicamente en los años santos jacobeos), en Santo Toribio de Liébana (se abre únicamente en los años santos lebaniegos), San Isidoro de León, la catedral de Burgos, la catedral de Toledo, la catedral de Ciudad Real, la catedral de Coria, Santa María la Mayor de Alcaudete, la catedral de Jaén o la catedral de la Encarnación de Almería.
Las de las catedrales de Córdoba y de Sevilla tienen la particularidad de ser antiguas puertas de las mezquitas mayores de ambas ciudades, que dan acceso al antiguo patio de las abluciones; en ambos casos están en la fachada norte.
También hay puertas del perdón en la antigua América española, como en la catedral de Puebla (se abre únicamente en año de indulgencias).

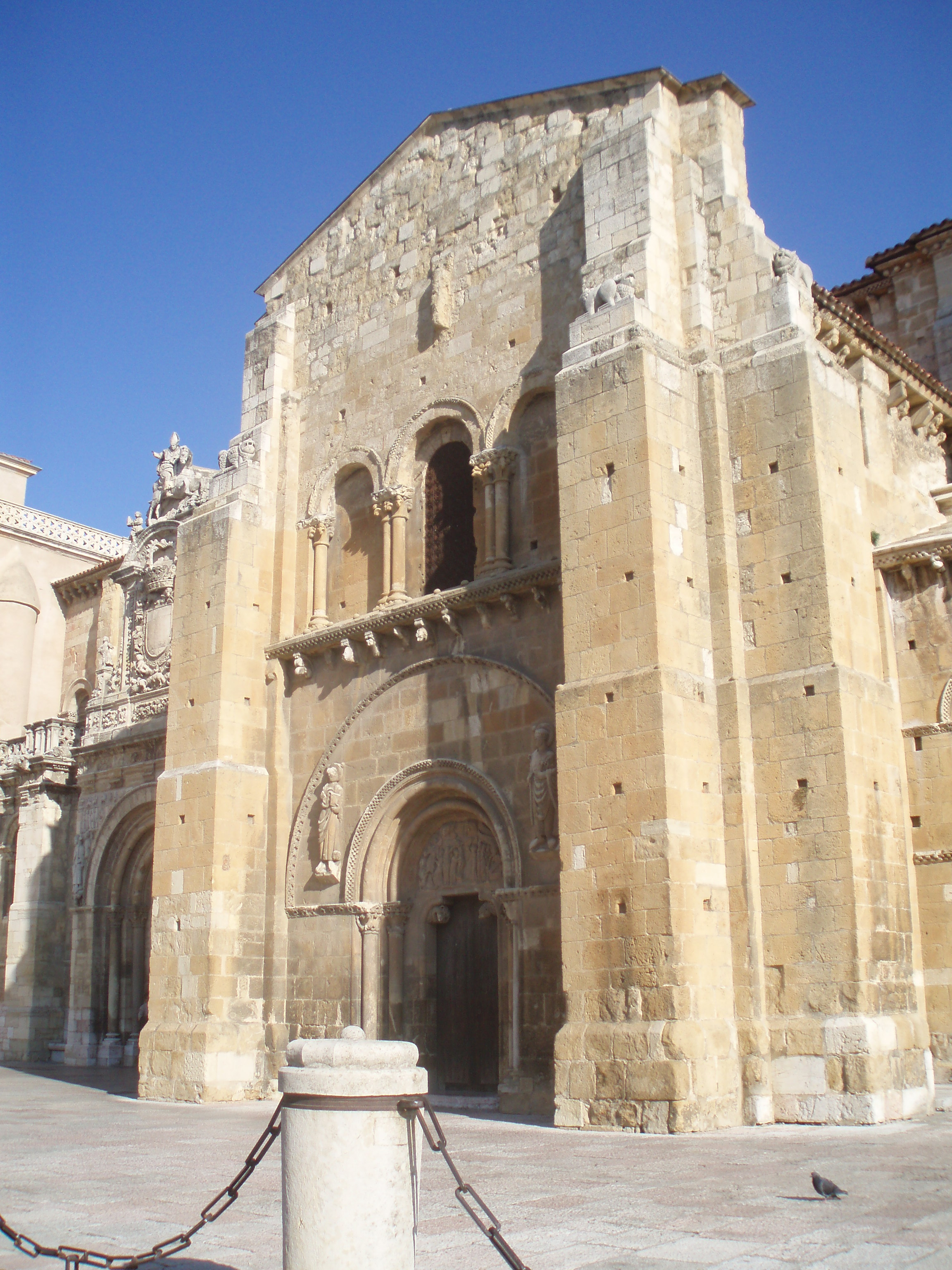
Colegiata de San Isidoro de León
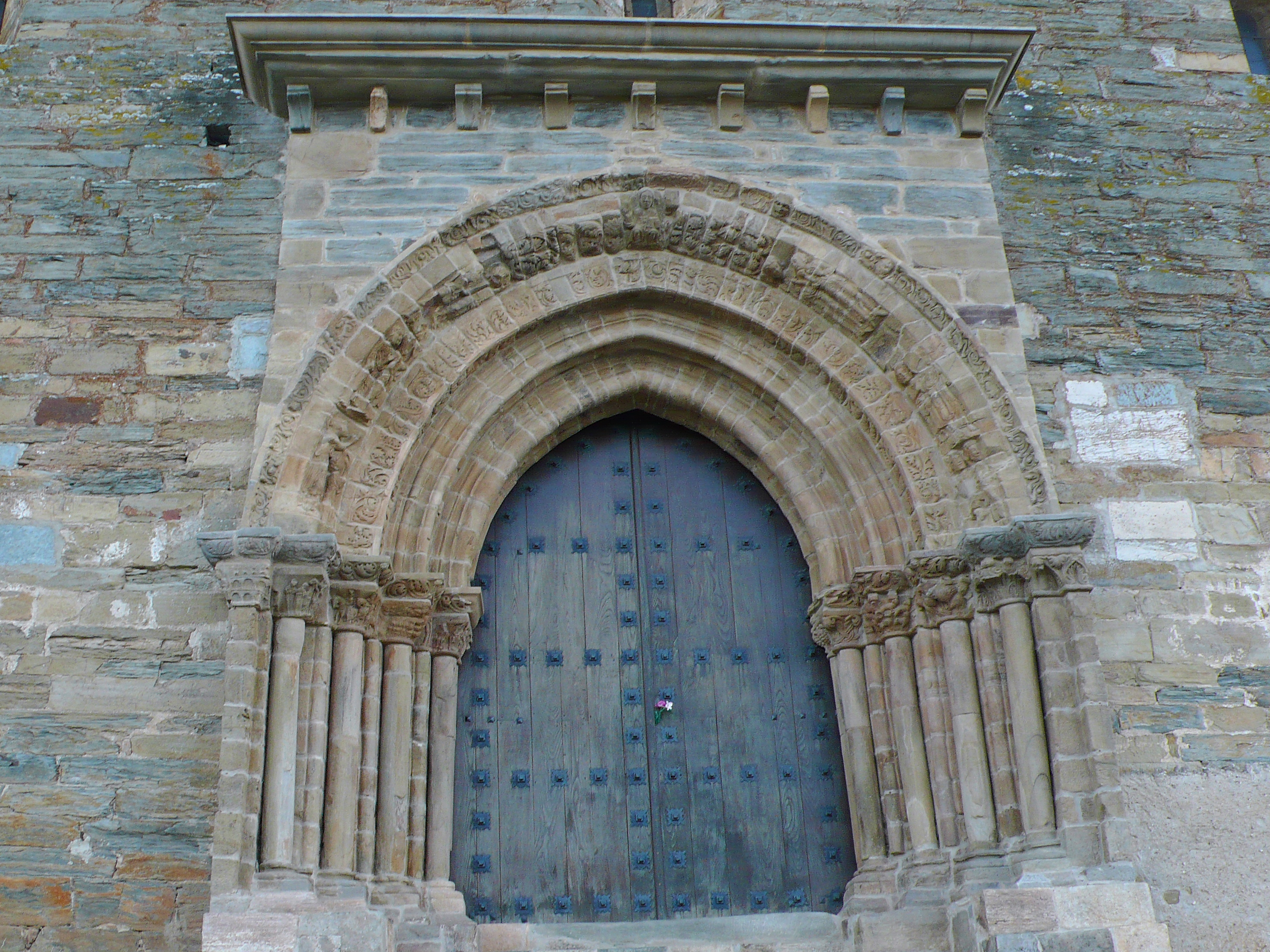
Santiago Apóstol de Villafranca del Bierzo
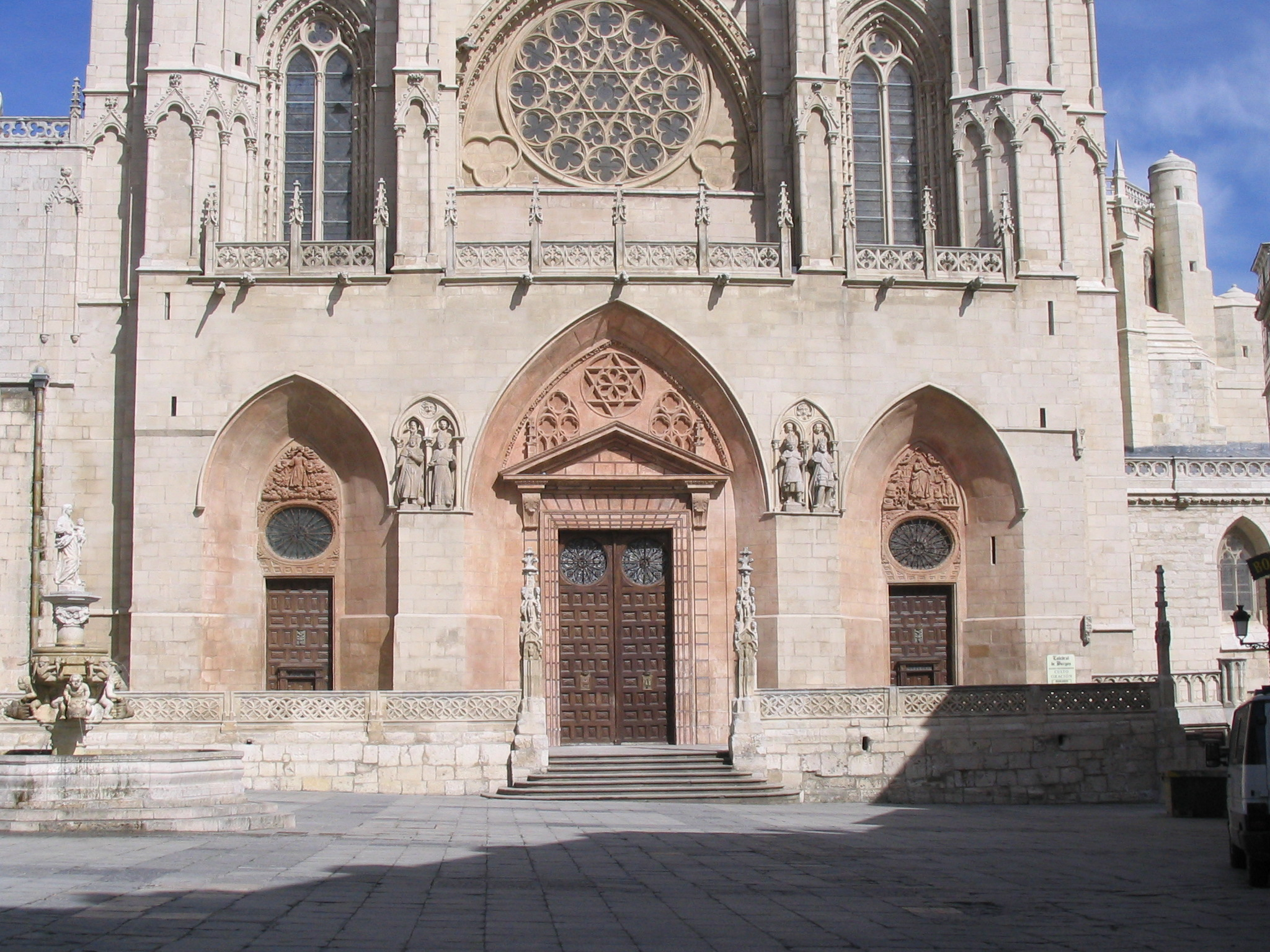
Catedral de Burgos (la del Perdón es la central, en la fachada occidental o de Santa María)
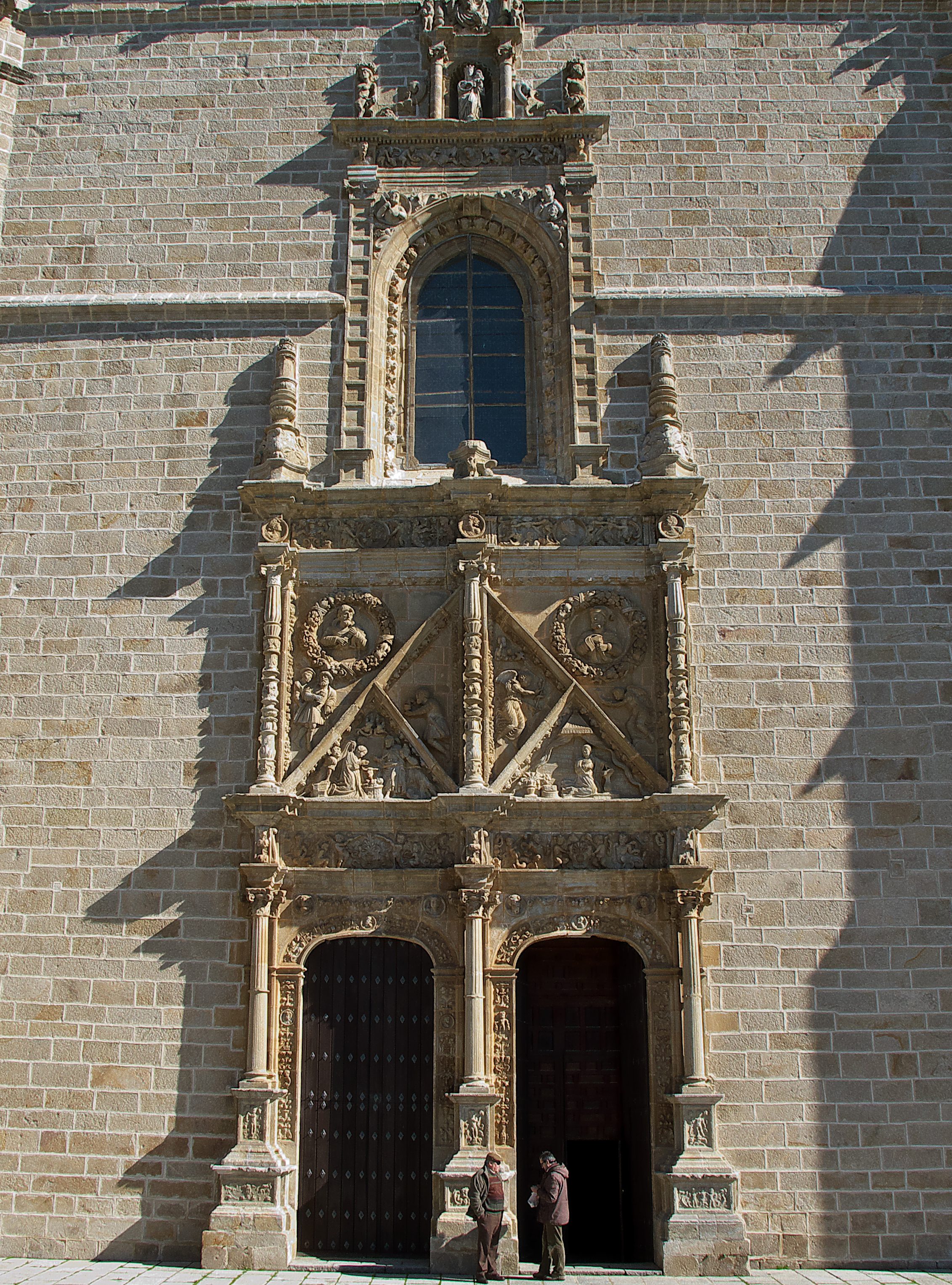
Catedral de Coria
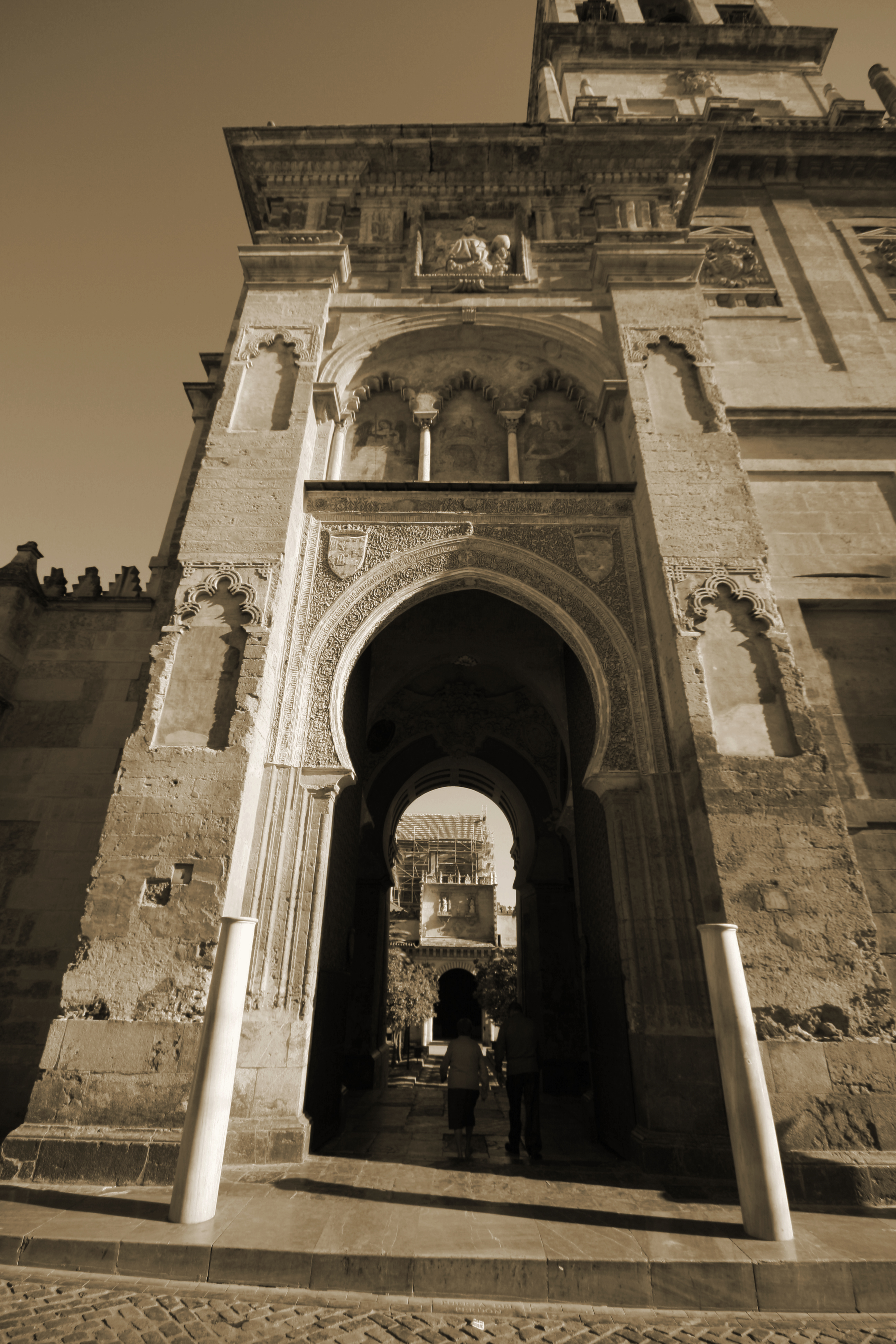
Catedral de Córdoba
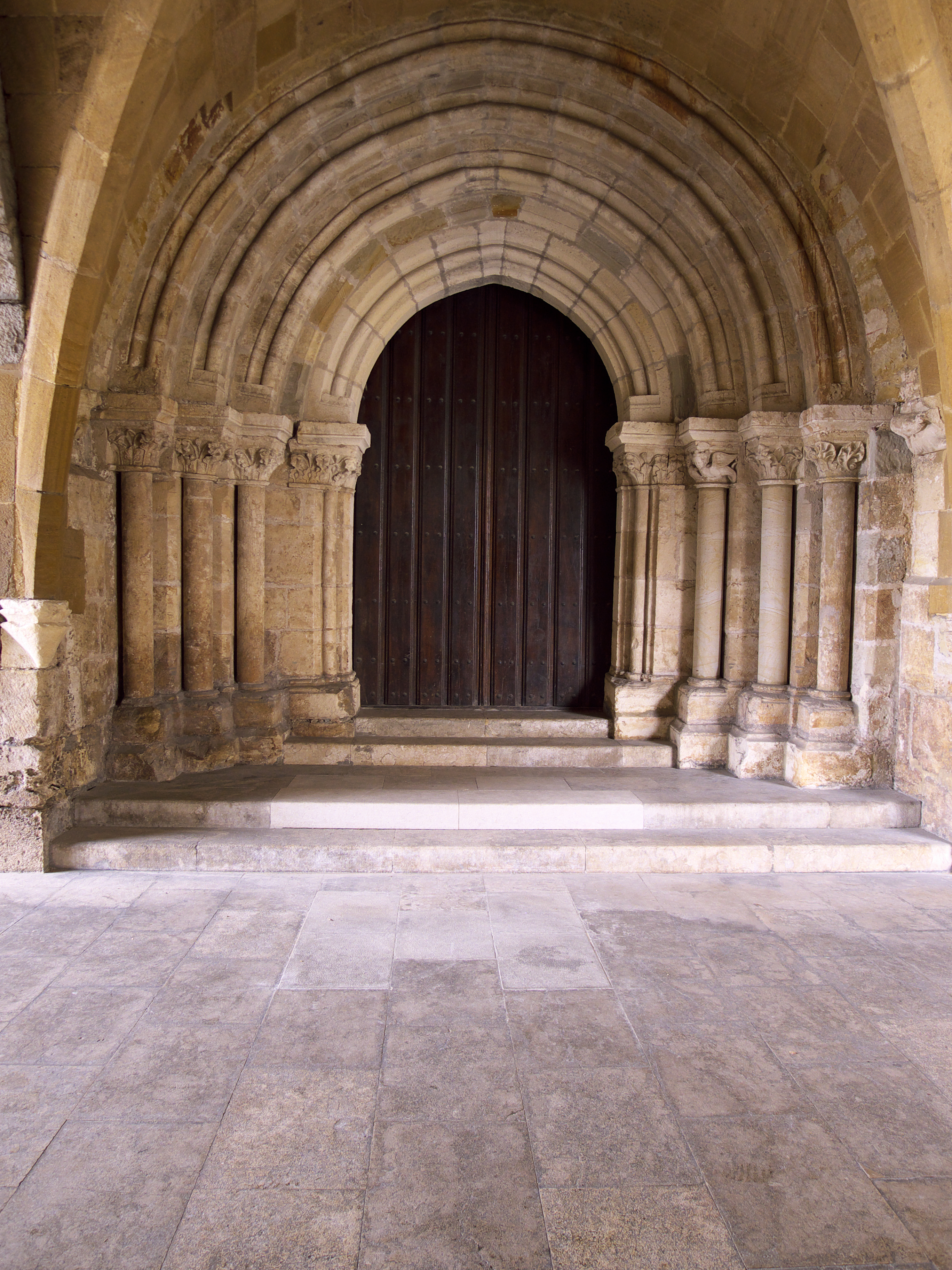
Catedral de Santander (iglesia del Cristo).
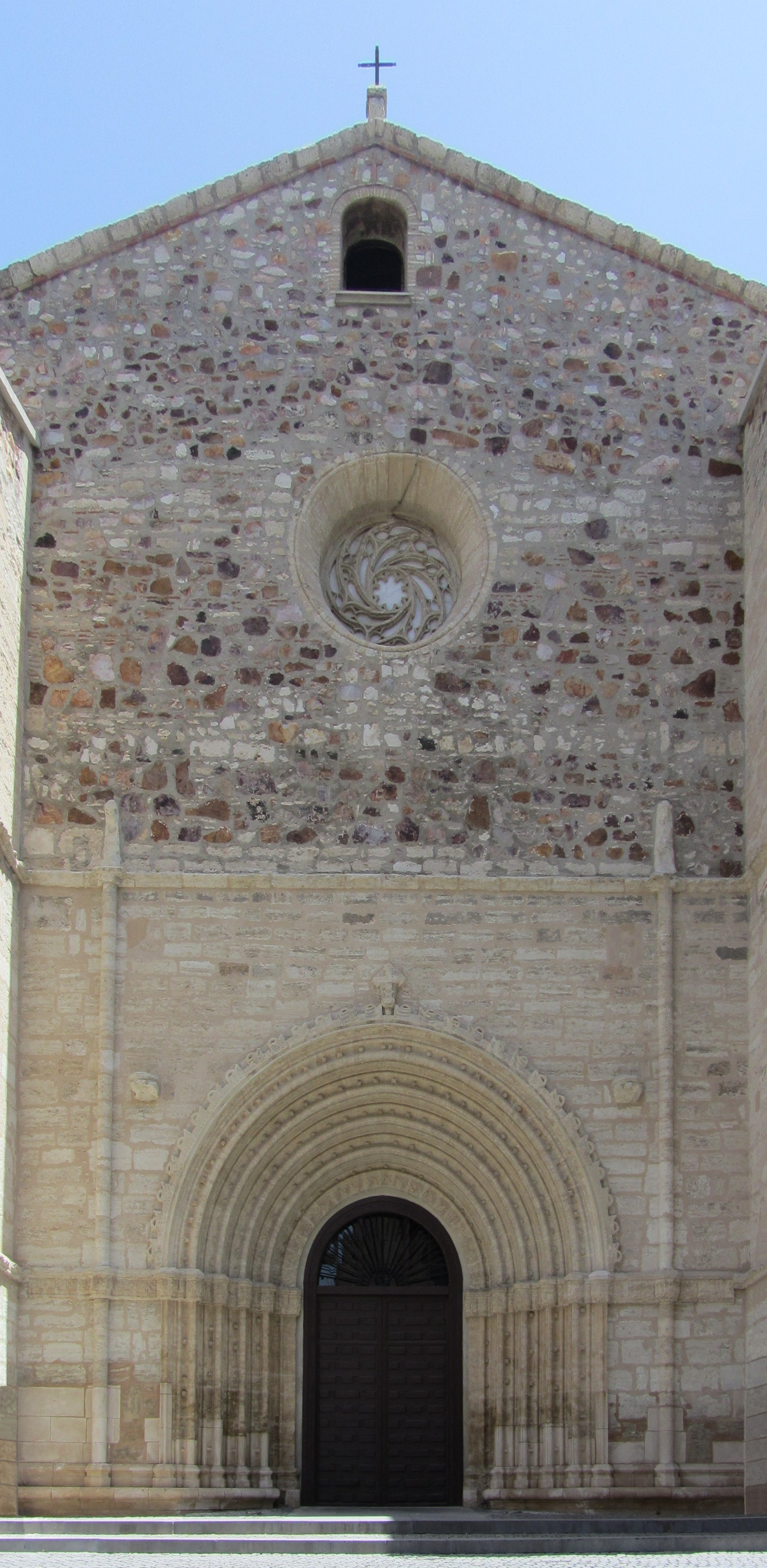
Iglesia de San Pedro (Ciudad Real).
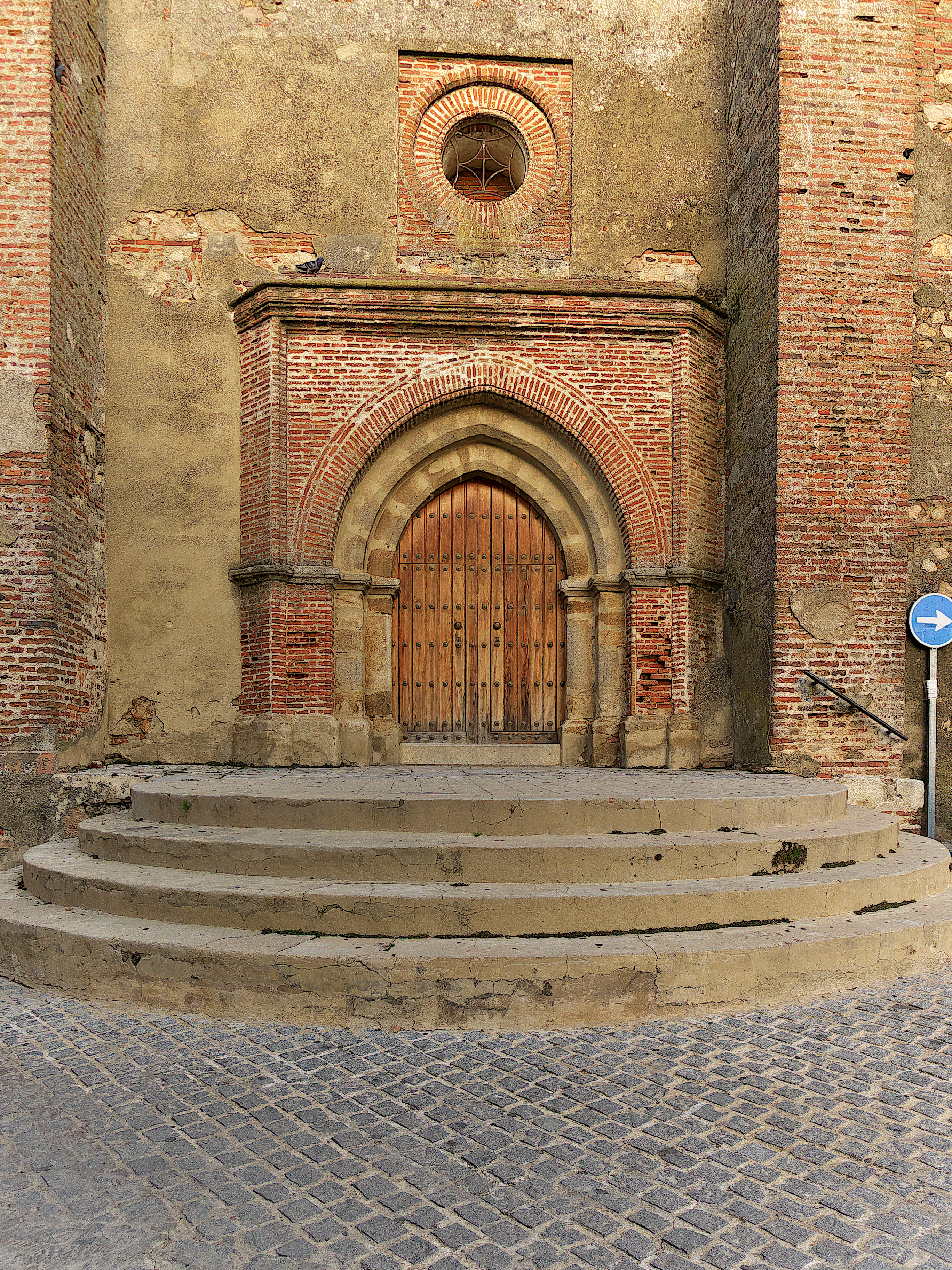
Divino Salvador de Cortegana.
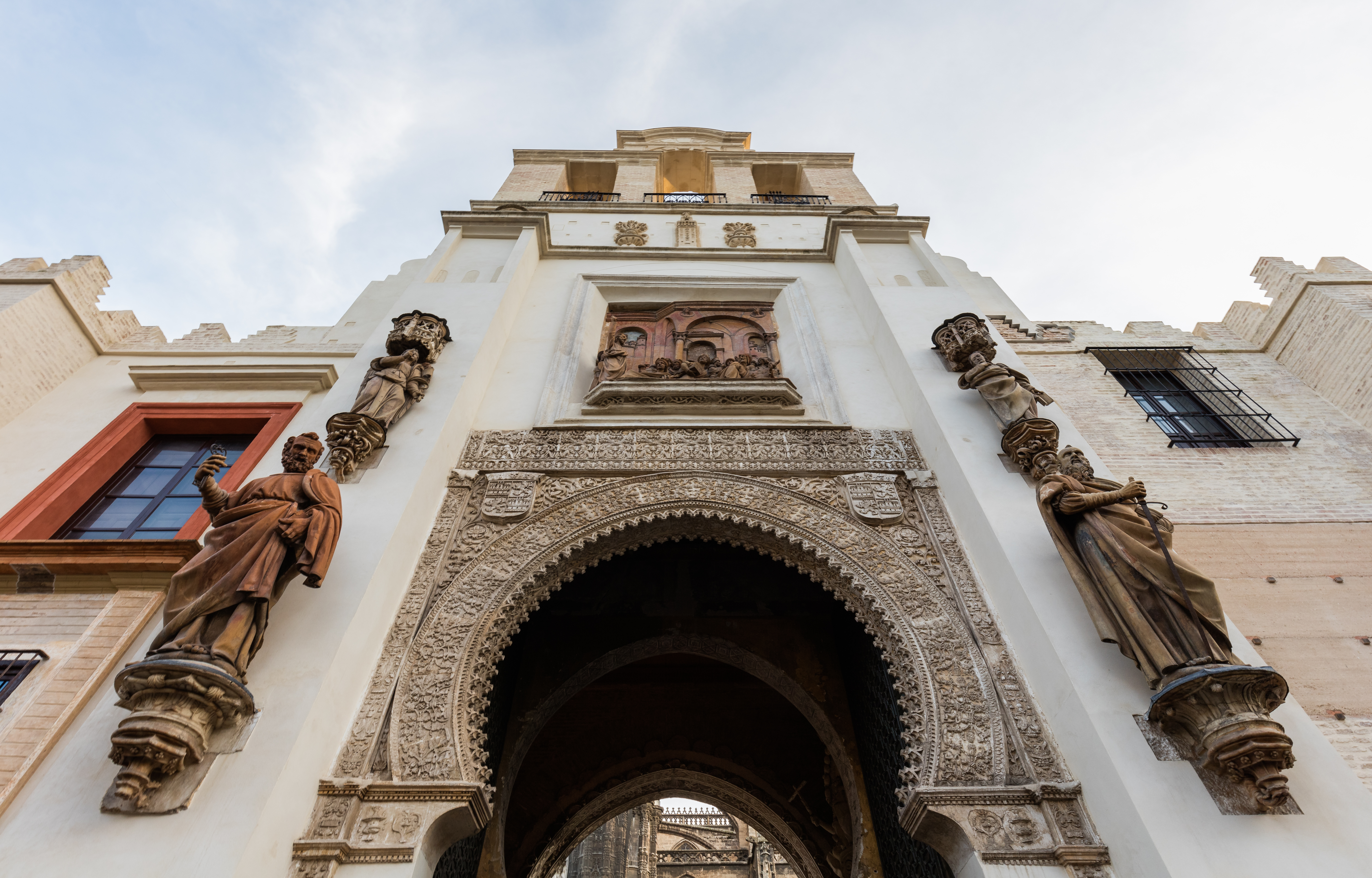
Puerta del Perdón de la catedral de Sevilla.